# منطقه دیر الزور
منطقه دیر الزور (به کردی : باژیرا دیرزور ، به عربی: منطقة دير الزور) یکی از منطقه‌های کشور سوریه است که در استان دیرالزور واقع است.

## خصوصیات
منطقه دیر الزور ۱۴٬۳۸۹٫۶۰ کیلومترمربع مساحت دارد. جمعیت این منطقه در سرشماری سال ۲۰۰۴ میلادی ۴۹۲٬۴۳۴ نفر اعلام شد.